# Úrsula von der Lippen
Úrsula von der Lippen es una artista argentina conocida por sus trabajos en arte figurativo. 

## Biografía
Hija de padres alemanes, nació en 1944 en la Argentina, en el Barrio de Bernal, situado en las cercanías de la Ciudad de Buenos Aires. Su casa daba a una plaza en pendiente, con una vista que se prolongaba hasta el Río de la Plata. En ese barrio tranquilo, rodeado de solares vacíos y campos abiertos, transcurrió su infancia y adolescencia, donde conoció lo que sería el amor más grande de su vida: el trato y la compañía de los caballos. Cuenta que cuando pasaba por su casa el carro del lechero, éste les cedía las riendas y el asiento para que diera un paseo.
No es esta una anécdota irrelevante de su vida, pues el amor por los animales y el paisaje fueron la característica constante de su inspiración como pintora.
Úrsula, quien a veces firma Uschi Demaría, estudió pintura en la Academia de Pedro Ricci y egresó de la Escuela de Bellas Artes “Carlos Morel” de la Ciudad de Quilmes. Fue discípula de Aldo Severi, Manuel Oliveira, Urribarri, Inchausti, Ludovico Pérez y finalmente ingresó en el taller de Pérez Celis en 1973, donde conoció a su marido, Fernando Demaría, quien visitaba al artista como admirador y amigo.
Se casaron en 1979 compartiendo los mismos gustos por la vida serena y sencilla de la naturaleza.
Su actitud como artista no ha variado con los años: el mismo amor por la variedad y riqueza de lo natural, visto en los paisajes, las flores y los animales. Los genes expresionistas de su ascendencia alemana se manifiestan en la riqueza de sus colores, los que parecen ser recibidos gustosos por los temas que invisten. También ha pintado retratos, pero no oculta su preferencia por los animales, quienes despiertan todo su cariño y compasión-
Cree que lo mejor que puede hacer un artista es que sus obras se presenten por sí mismas, y es con ese propósito que expone aquí una variedad de sus pinturas, aspirando a que gusten y se defiendan solas.
Sus pintores europeos preferidos son Franz Marc, Emil Nolde, Magritte y los expresionistas alemanes.

## Su obra
Obras Realizadas:
- 1968: Pintura Mural Intendencia Municipal de Quilmes.

- 1969: Pintura Mural Capilla del Cementerio de Quilmes.

- 2011: Pintura Mural Club Hípico Uruguayo.

Exposiciones Individuales: 
- 1970: Touring Club de Buenos Aires (pinturas).

- 1970: Biblioteca Manuel Belgrano de Bernal (pinturas).

- 1970: Municipalidad de San Martín de los Andes (pinturas).

- 1974: Cooperativa Credi Faro de General Roca (Río Negro).

- 1975: Salón de Exposiciones del Banco de Río Negro (Zengas y tapices).

- 1976: Salón de Exposiciones del Banco de Río Negro (témperas).

- 1977: Museo Municipal de Artes Visuales de Quilmes (acrílicos y óleos).

- 1978: Galería Witcomb (tapices).

- 1978: Salón de Artes Plásticas de la Caja de Ingenieros de La Plata ( tapices, óleos, acrílicos).

- 1980: Club Hípico Uruguayo, Uruguay. (tintas y témperas).

- 1982: Galería “Es Retall” Palma de Mallorca, España. (pasteles y témperas).

- 1983: Museo Provincial de Santa Rosa. La Pampa. (témperas y acuarelas).

- 1983: Municipalidad de la ciudad de Pehuajó en su Centenario (témperas y acuarelas).

- 1983: Galería Paseo de las Flores (Homenaje al Caballo).

- 1984: Galería Paseo de las Flores (Los Grandes Campeones).

- 1994: Galería Sara Galería Uriburu (Pintura ecológica. Oleos).

- 1994: Casa de la Cultura de General Roca. Río Negro. (Pintura ecológica. Oleos).

- 1996: Club Hípico Uruguayo.(Caballos al óleo y dibujos).

- 1997: Club Hípico Uruguayo. (Retratos en lápiz color).

- 1998: Club Hípico Uruguayo. (Retratos al óleo).

- 1999: Club Hípico Uruguayo (Retratos al óleo pastel).

- 2000: Club Hípico Uruguayo. (Retratos murales al óleo pastel).

- 2004: Galería Paspartú. Belgrano, Buenos Aires.

- 2006: Sociedad Rural de Pehuajó (Campo y Arte)

- 2008: Club de la Costa. San José de Carrasco. Uruguay

- 2008: Museo Metropolitano. Ciudad de Buenos Aires

- 2009: Galería Ursomarzo. Ciudad de Buenos Aires (Óleos enarenados)

- 2010: Galería Ursomarzo. Ciudad de Buenos Aires. "Homenaje a las Montañas" (Óleos enarenados)

- 2011: Alianza Francesa de Martínez. Provincia de Buenos Aires. "Montañas de Jujuy"

Exposiciones colectivas: 
- 1975: Plaza Hotel de Buenos Aires, Galería Centoira.

- 1978: Muestra “naif + naif” , Galería H.

- 1978: Premio Isidoro Ricardo Steinberg.

- 1979: Museo Municipal de Artes Visuales de Quilmes.

- 1979: “Casa de Arte” Montevideo, Uruguay.

- 1980: Galería “Plaza Mayor” Montevideo, Uruguay.

- 1980: Galería de Arte canal 11.

- 1981: IV Salón nuevas promociones. Asociación Estímulo de Bellas Artes.

- 1981: I Muestra colectiva. Asociación Artistas Plásticos de Quilmes, Museo Municipal de Artes Visuales de Quilmes.

- 1982: Muestra inauguración “Pequeño Formato”, Asociación Artistas Plásticos de Quilmes.

- 1982: Galería Es Retall. Palma de Mallorca. (Serie de animales en acrílico).

- 1987: 3.º Salón de Pintura de Belgrano R.